# Kobierzyce (plaats)
Kobierzyce (Duits: Koberwitz) is een dorp in het Poolse woiwodschap Neder-Silezië, in het district Wrocławski. De plaats maakt deel uit van de gemeente Kobierzyce en telt 1600 inwoners.

## Verkeer en vervoer

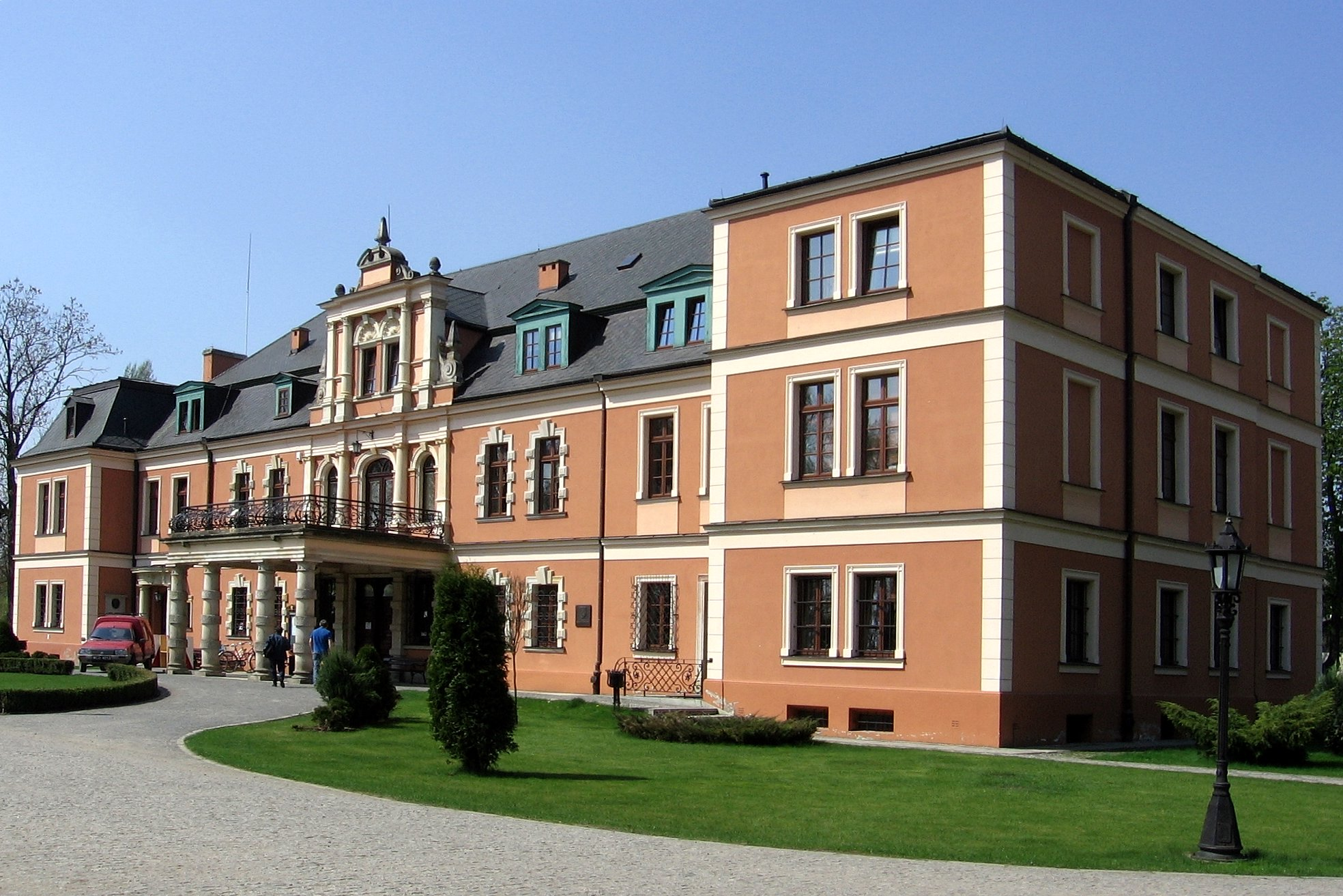
Het raadhuis uit 1884

- Station Kobierzyce